# Ōtake
Pour les articles homonymes, voir Otake.
Ōtake (大竹市, Ōtake-shi) est une municipalité ayant le statut de ville dans la préfecture d'Hiroshima, au Japon.

## Géographie

### Situation
Ōtake est située dans le sud-ouest de la préfecture d'Hiroshima, au bord de la baie de Hiroshima.

### Démographie
Au 1er septembre 2018, la population d'Ōtake s'élevait à 27 276 habitants répartis sur une superficie de 77,95 km2.

## Histoire
Ōtake a acquis son statut officiel de ville en 1954 après la fusion de plusieurs municipalités.

## Transports
Ōtake est desservie par la ligne principale Sanyō de la JR West.

## Jumelage
Ōtake est jumelée avec Dujiangyan en Chine.